# Nguyễn Văn Toản (quân nhân)
Chiến sĩ Nguyễn Văn Toản (1951) Dũng sĩ diệt máy bay Mỹ ngụy, Anh hùng lực lượng vũ trang nhân dân.
Anh hùng LLVT nhân dân Nguyễn Văn Toản dùng tên lửa vác vai A-72 tiêu diệt 5 máy bay Mỹ, ngụy trên bầu trời miền Đông Nam Bộ.

## Binh nghiệp - Thành tích
- Nhập ngũ tháng 8-1971, sau huấn luyện chuyển loại khí tài A72 tại Tiểu đoàn 172, Trung đoàn 237, Quân chủng Phòng không – Không quân, tháng  2- 1972, tiểu đoàn hành quân bộ vượt Trường Sơn vào chiến trường B2 chiến đấu... Là xạ thủ A72 thuộc Tiểu đoàn 172, Đoàn 77 Phòng không miền Đông Nam Bộ tham gia nhiều trận đánh. Ngày 16/4/1972, ông bắn hạ 1 chiếc vận tải cơ hạng nặng C-130 ở Long An. Ngày 28/11/1974, ông lại bắn hạ được 1 chiếc C-130 ở Lộc Ninh. Ngày 15/1/1975, ông bắn rơi 1 máy bay không người lái ở Lộc Ninh. Vào ngày 13 và 14-3-1975, với 2 quả đạn ông đã bắn rơi 1 chiếc máy bay A-37 và 1 máy bay L-19 trinh sát chỉ điểm mục tiêu ở Gò Dầu và An Thạnh (Tây Ninh), làm giảm hoạt động của không quân địch, hạn chế chúng đánh vào đội hình tiến công của bộ binh, lập chiến công đặc biệt xuất sắc.
- Tham gia 5 trận đánh, từ tháng 4-1974 đến tháng 3-1975, ông Nguyễn Văn Toản bắn rơi tại chỗ 5 chiếc máy bay địch, đó là: 2 chiếc C-130; 1 A-37; 1 chiếc L-19; 1 máy bay không người lái. Đặc biệt, máy bay trinh sát không người lái là máy bay loại nhỏ, tốc độ nhanh các lực lượng phòng không rất khó phát hiện và tiêu diệt, được sự tin tưởng và giao nhiệm vụ tiêu diệt máy bay này của chỉ huy Sư đoàn ông đã hoàn thành xuất sắc nhiệm vụ. Trong trận này, chỉ huy Sư đoàn xuống tại trận địa chúc mừng và gắn lên ngực đồng chí Toản chiếc huy hiệu Bác Hồ và huy hiệu dũng sĩ diệt máy bay.
- Sau năm 1975, ông còn làm nhiệm vụ ở biên giới Tây Nam, rồi sau đó là biên giới phía Bắc năm 1979. Đến năm 1986, ông giải ngũ với quân hàm Đại úy và thương binh hạng 3/4. Năm 2015, ông được Nhà nước phong tặng danh hiệu Anh hùng LLVT

## Vinh danh – Khen thưởng
- Được phong tặng Anh hùng LLVT Nhân dân 10/8/2015
- Huân chương Chiến công giải phóng hạng 2.
- Huân chương Giải phóng hạng Ba
- Huy hiệu Bác Hồ
- 05 Dũng sĩ diệt máy bay Mỹ ngụy

## Liên kết
https://infonet.vietnamnet.vn/quan-su/nguoi-ha-guc-chiec-may-bay-my-dau-tien-trong-chien-dich-ho-chi-minh-la-ai-154463.html
http://quankhu2.vn/anh-hung-mui-ten-xanh-tren-que-huong-dat-to/ Lưu trữ ngày 26 tháng 7 năm 2024 tại Wayback Machine